# 珊迪·弗罗斯特
珊迪·丽莎·弗罗斯特（Sadie Liza Frost，1965年6月19日—）是一位英国女演员、制片人和时装设计师，曾经营时尚品牌Frost French （直到2011年关闭）和一家电影制作公司Blonde to Black Pictures。